# Diaethria aurelia
Diaethria aurelia är en fjärilsart som beskrevs av Achille Guenée 1872. Diaethria aurelia ingår i släktet Diaethria och familjen praktfjärilar. Inga underarter finns listade i Catalogue of Life.